# Lea Massari

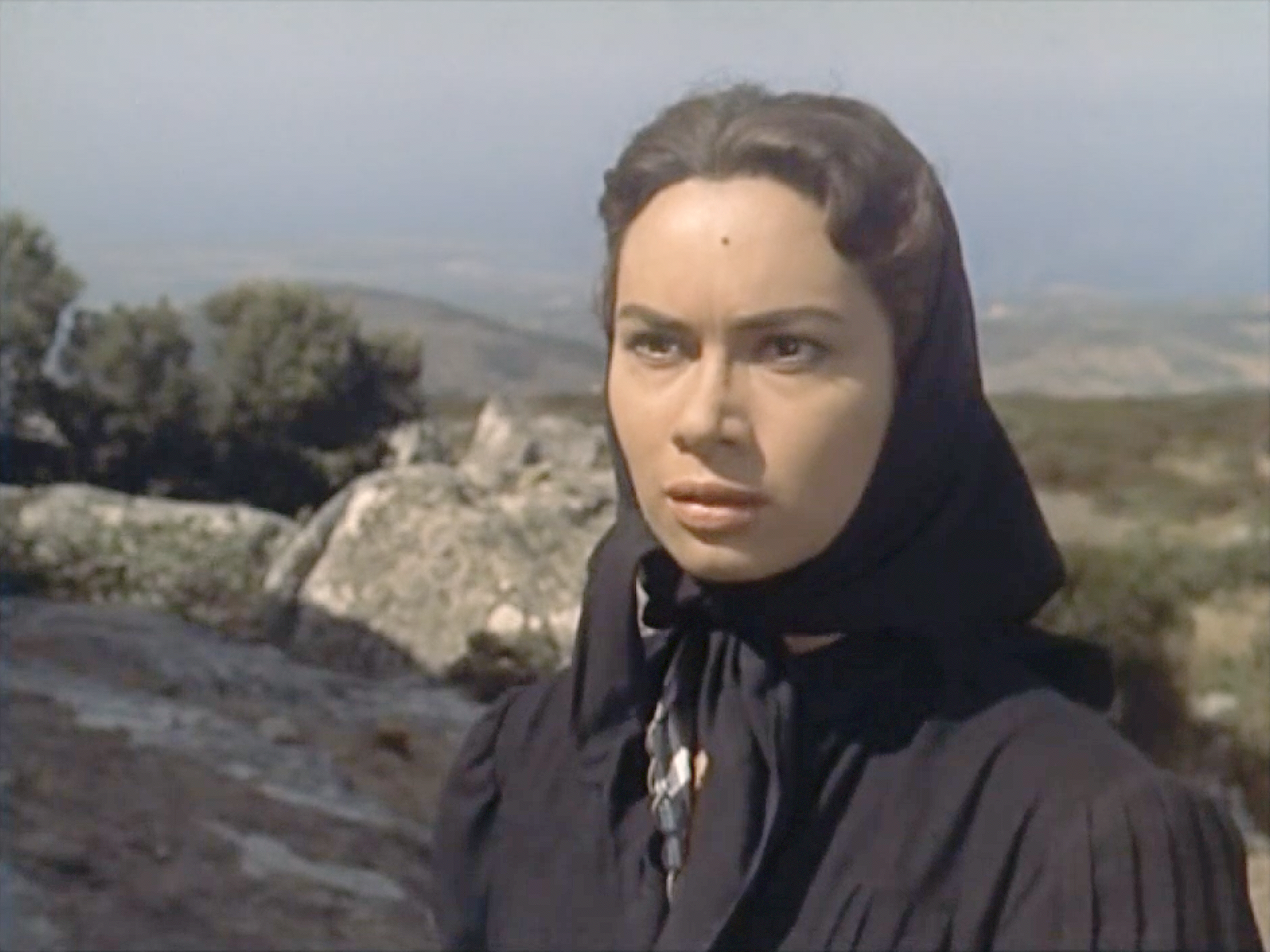
Lea Massari in haar debuutfilm Proibito

Lea Massari, geboren als Anna Maria Massetani (Rome, 30 juni 1933 – aldaar, 23 juni 2025), was een Italiaanse actrice.
Haar artiestennaam 'Lea' nam ze aan als een eerbetoon aan haar verloofde Leo, die op 22-jarige leeftijd overleed toen zij op het punt stonden in het huwelijk te treden.

## Leven en werk

### Afkomst en eerste stappen in het filmmilieu
Lea Massari was afkomstig uit een gegoed milieu. Ze studeerde architectuur in Zwitserland. Tegelijkertijd was ze mannequin en in die hoedanigheid werd ze opgemerkt door de decor- en kostuumontwerper Piero Gherardi, een vriend des huizes. Ze werd zijn assistente. Samen met Gherardi, die al had samengewerkt met Mario Monicelli, begon ze de decors uit te werken voor diens drama Proibito (1954). Ze viel zo in de smaak van Monicelli dat die haar prompt de hoofdrol van de jonge vurige rebelse 'Agnese' gaf. Alhoewel Massari geen enkele toneelopleiding had genoten gaf ze van meet af aan blijk van haar dramatisch talent. Ze bevestigde dit drie jaar later met haar tweede film, het sentimentele drama I sogni nel cassetto (1957).

### Doorbraak
Haar doorbraak had ze te danken aan het drama L'avventura (1960), Antonioni's eerste luik van zijn vervreemdingstrilogie. Daarna vertolkte ze de hoofdrol in vroege films van zowel Sergio Leone als Carlos Saura. In die periode was ze eveneens zeer overtuigend aan de zijde van Alberto Sordi in Dino Risi's Una vita difficile (1961), een commedia all'italiana die is opgenomen in de lijst van 100 film italiani da salvare.
L'Insoumis (Alain Cavalier, 1964), haar eerste Franse film, gaf haar meteen de kans samen met Alain Delon te draaien. In dit tegen de achtergrond van de Algerijnse Burgeroorlog gesitueerd drama speelde ze een advocate die twee Algerijnse nationalisten moet verdedigen en die wordt ontvoerd vooraleer ze kan pleiten. Dit aangrijpende drama kondigde de rijpe rollen aan in haar Franse drama- en misdaadfilms van de jaren zeventig. 

### De Frans getinte jaren zeventig
In de jaren zeventig, haar topperiode, was Massari heel bedrijvig in Frankrijk. Ze zette die periode heel succesvol in met het relatiedrama Les Choses de la vie (1970), een van de grote successen van Claude Sautet. Ze vertolkte er de vrouw die gescheiden leeft van haar man Michel Piccoli die Romy Schneider als minnares heeft. Het volgende jaar speelde ze in de tragikomedie Le Souffle au cœur (Louis Malle, 1971) een moeder die een incestueuze verhouding met haar vroegrijpe 14-jarige zoon heeft. De film verwekte een heuse polemiek toen hij uitkwam. Andere routiniers met wie ze werkte waren onder meer René Clément, Pierre Granier-Deferre, Michel Deville en Henri Verneuil. Claude Pinoteau, een andere gevestigde waarde, gaf haar twee keer de vrouwelijke hoofdrol naast haar 'love interest' Lino Ventura in twee thrillers. Ze had grote Franse acteurs als tegenspeler, zo was ze, naast Lino Ventura, ook meerdere keren te zien met Michel Piccoli, Jean-Louis Trintignant, Alain Delon en Jacques Dutronc.
Ze sloot het decennium waardig af met haar gelauwerde vertolking van de vrouw van de verbannen antifascistische schrijver Carlo Levi in het politieke drama Cristo si è fermato a Eboli (1979) van de geëngageerde cineast Francesco Rosi.

### Latere carrière
Op Francesco Rosi, Giuseppe Bertolucci en Marco Leto na deed de Italiaanse cinema nog slechts zelden een beroep op Massari's talent. Vanaf het midden van de jaren tachtig was ze dan ook heel weinig te zien in film-, televisie- of toneelproducties. Haar laatste film, het drama Viaggio d'amore waarin ze de affiche deelde met Omar Sharif, dateert uit 1990. Daarna begon ze zich in te zetten voor milieu- en dierenrechtencampagnes.

### Privéleven
Massari trouwde in 1963 met Carlo Bianchini, een ex-piloot van Alitalia. Ze leidden vanaf 1990 een teruggetrokken leven in hun villa op Sardinië totdat ze in 2004 scheidden.
Massari overleed op 23 juni 2025 op 91-jarige leeftijd.

## Filmografie (ruime selectie)
- 1954: Proibito (Mario Monicelli)
- 1957: I sogni nel cassetto (Renato Castellani)
- 1958: Auferstehung (Rolf Hansen)
- 1960: L'avventura (Michelangelo Antonioni)
- 1960: La giornata balorda (Mauro Bolognini)
- 1961: Il Colosso di Rodi (Sergio Leone)
- 1961: Una vita difficile (Dino Risi)
- 1962: Le quattro giornate di Napoli (Nanni Loy)
- 1962: Le Monte-charge (Marcel Bluwal)
- 1964: Llanto por un bandido (Carlos Saura)
- 1964: L'Insoumis (Alain Cavalier)
- 1965: Le soldatesse (Valerio Zurlini)
- 1968: El regreso de Luis Rubio (Mario Camus)
- 1970: Les Choses de la vie (Claude Sautet)
- 1971: Le Souffle au cœur (Louis Malle)
- 1972: La prima notte di quiete (Valerio Zurlini)
- 1972: La Course du lièvre à travers les champs (René Clément)
- 1973: Story of a Love Story (John Frankenheimer)
- 1973: Le Silencieux (Claude Pinoteau)
- 1973: Le Fils (Pierre Granier-Deferre)
- 1973: La Femme en bleu (Michel Deville)
- 1974: Allonsanfan (Paolo Taviani en Vittorio Taviani)
- 1974: La Main à couper (Étienne Périer)
- 1975: Peur sur la ville (Henri Verneuil)
- 1976: L'Ordinateur des pompes funèbres (Gérard Pirès)
- 1977: Repérages (Michel Soutter)
- 1977: Violette et François (Jacques Rouffio)
- 1978: Les Rendez-vous d'Anna (Chantal Akerman)
- 1978: Sale Rêveur (Jean-Marie Périer)
- 1979: Cristo si è fermato a Eboli (Francesco Rosi)
- 1979: Le Divorcement (Pierre Barouh)
- 1981: La Flambeuse (Rachel Weinberg)
- 1983: Sarah (Maurice Dugowson)
- 1984: La Septième Cible (Claude Pinoteau)
- 1984: Segreti segreti (Giuseppe Bertolucci)
- 1988: Una donna spezzata (Marco Leto)
- 1990: Viaggio d'amore (Ottavio Fabbri)

## Prijzen en nominaties

### Prijzen

#### Nastro d'argentovoor beste actrice in een bijrol
- 1973: La prima notte di quiete
- 1979: Cristo si è fermato a Eboli

#### Premi David di Donatello(David speciale)
- 1962: Una vita difficile

### Nominaties

#### Nastro d'argento

##### voor beste actrice
- 1962: Una vita difficile
- 1975: Allonsanfan

##### voor beste actrice in een bijrol
- 1960: L'avventura
- 1963: Le quattro giornate di Napoli

#### Premi David di Donatello(beste actrice)
- 1985: Segreti segreti

- Bibsys: 90913114
- Biblioteca Nacional de España: XX1491989
- Bibliothèque nationale de France: cb13897186b (data)
- Catàleg d'autoritats de noms i títols de Catalunya: 981058521245406706
- Gemeinsame Normdatei: 136230296
- International Standard Name Identifier: 0000 0001 0913 3529
- Library of Congress Control Number: no96064456
- Nationale Bibliotheek van Israël: 987007337323205171
- Nederlandse Thesaurus van Auteursnamen: 26261958X
- Istituto Centrale per il Catalogo Unico: RAVV088813
- Système universitaire de documentation: 06024500X
- Virtual International Authority File: 70989340
- WorldCat: E39PBJr3p39yXGPYqVhQcp7mBP